# تانيا دوبنيكوف
تانيا دوبنيكوف (بالإنجليزية: Tanya Dubnicoff) مواليد 7 نوفمبر 1969 في وينيبيغ، هي دراج كندية سابقة في صنف سباق الدراجات على المضمار. سبق أن شاركت في دورة الألعاب الأولمبية الصيفية.

## الميداليات
| الميدالية | المسابقة                               |
| --------- | -------------------------------------- |
| فضية      | بطولة العالم للدراجات على المضمار 1998 |
| ذهبية     | دورة الألعاب الأمريكية 1991            |
| ذهبية     | دورة الألعاب الأمريكية 1995            |
| ذهبية     | دورة الألعاب الأمريكية 1999            |

## روابط خارجية
- تانيا دوبنيكوف على موقع أرشيف الدراجات (الإنجليزية)
- تانيا دوبنيكوف على موقع أوليمبيديا (الإنجليزية)
- تانيا دوبنيكوف على موقع اتحاد ألعاب الكومنولث (مؤرشف) (الإنجليزية)
- تانيا دوبنيكوف على موقع قاعة مانيتوبا للمشاهير الرياضية (الإنجليزية)